# 白玉草
白玉草（学名：Silene vulgaris）是石竹科蝇子草属的植物。分布于欧洲、蒙古、伊朗、土耳其、非洲、印度、尼泊尔以及中国大陆的黑龙江、西藏、内蒙古、新疆等地，生长于海拔150米至2,700米的地区，一般生于草甸、林下多砾石的草地、灌丛中及撂荒地，目前尚未由人工引种栽培。

## 别名
狗筋麦瓶草（东北草本植物志）

## 异名
- Oberna behen (L.) Ikonn.
- Silene venosa (Gilib.) Aschers.
- Silene wallichiana Klotzsch et Garcke